# XIe congrès du Parti communiste français
Le XIe congrès du PCF s'est tenu à Strasbourg du 25 au 29 juin 1947. Il intervient après le départ des ministres communistes du gouvernement le 5 juin et la fin du tripartisme.

## Membres de la direction

### Bureau politique
- Titulaires : Maurice Thorez, Jacques Duclos, André Marty, Marcel Cachin, François Billoux, Arthur Ramette, Charles Tillon, Raymond Guyot, Étienne Fajon
- Suppléants : Léon Mauvais, Waldeck Rochet, Laurent Casanova, Victor Michaut

### Secrétariat
- Maurice Thorez (secrétaire général), Jacques Duclos, André Marty, Léon Mauvais